# Medical Subject Headings

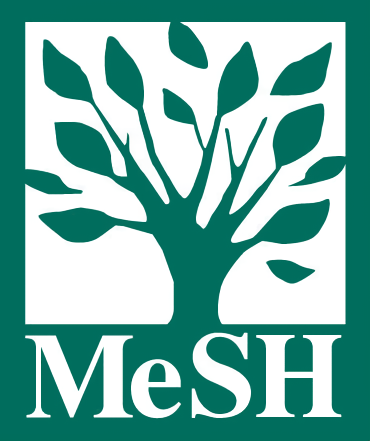

Hierarchie provázanosti

Tezaurus Medical Subject Headings (MeSH) je slovník určený pro zpracování, pořádání a vyhledávání lékařských a zdravotnických informací. Tezaurus je vytvářen v Národní lékařské knihovně USA již od roku 1960.
Český překlad zajišťuje Národní lékařská knihovna.

## Struktura
Tezaurus MeSH je tvořen deskriptory uspořádanými do stromové struktury, jejímž základem je 16 kategorií, které se dále dělí do podkategorií. Deskriptor se může nacházet na více místech stromu.Stromová struktura umožňuje nalézt nadřazené a podřazené deskriptory v různém kontextu.

### Kategorie
- anatomie (A)
- organismy (B)
- nemoci (C)
- chemikálie a léčiva (D)
- analytické, diagnostické a terapeutické techniky a přístroje (E)
- psychiatrie a psychologie (F)
- jevy a procesy (G)
- obory a povolání (H)
- antropologie, vzdělávání, sociologie a sociální jevy (I)
- technologie, průmysl a zemědělství (J)
- humanitní vědy (K)
- informační vědy (L)
- lidé (M)
- zdravotní péče (N)
- publikační charakteristiky (V)
- kvalifikátory (podhesla) (Y)
- geografická místa (Z)[2]

### Deskriptor
Deskriptor obsahuje 1 preferovaný koncept, může obsahovat i nepreferované koncepty. Preferovaný i nepreferovaný koncept na sebe mohou vázat synonyma. Nepreferované koncepty jsou k preferovanému konceptu ve vztahu příbuzný koncept, podřízený koncept nebo nadřazený koncept. Záznam deskriptoru tvoří:
- preferovaný koncept (hlavní termín, záhlaví deskriptoru) a k němu vážící se synonyma
- nepreferované koncepty a k nim vážící se synonyma
- definice konceptů (preferovaných i nepreferovaných)
- povolený seznam podhesel
- odkazy typu "viz též"
- poznámkový aparát (anotace, historické poznámky atp.)
- kód/y určující postavení ve stromu
- identifikátor deskriptoru[2]

### Podhesla (kvalifikátory)
Podhesla umožňují zpřesnění/zúžení deskriptoru. Ve verzi MeSH 2018 je 79 podhesel. Podhesla vytváří vlastní stromovou strukturu a pro jejich použití je vždy přesná instrukce.

### Supplementary Concept Records (SCR)
Supplementary Concept Records je doplňková databáze k tezauru MeSH. SCR obsahuje záznamy pro chemické látky, léčivé přípravky, vzácné nemoci, syndromy a další. V záznamech jsou vždy uvedeny deskriptory MeSH, které se mají pro daný záznam použít.

## Překlad do českého jazyka
Překlad do českého jazyka vytváří Národní lékařská knihovna. Překlad je pro prohlížení volně dostupný v portálu Medvik a ke stažení ve formátech XML a ISO 2709 pod licencí Creative Commons. Český překlad obsahuje ve verzi MeSH 2018 celkem 28 939 deskriptorů, 12 551 nepreferovaných konceptů, 34 956 viz odkazů (synonym) a 7 014 překladů definic.